# Club (organisatie)
Een club is een besloten organisatie die zich richt op niet-economische doelen. Doordat nieuwe leden slechts na ballotage worden toegelaten, is een club exclusiever dan andere verenigingen.
Moderne clubs vinden hun oorsprong in de Engelse koffiehuizen van de zestiende eeuw. Deze clubs hadden een maatschappelijke en politieke inslag. Tijdens de Franse Revolutie ontstonden clubs als die van de jakobijnen, de girondijnen, de feuillants en de cordeliers. In de negentiende eeuw kwam de nadruk meer op de sociale kant te liggen en ontstonden ook sportclubs.